# Plastic Bertrand
Plastic Bertrand, pseudoniem voor Roger Jouret (Brussel, 24 februari 1954), is een Belgische zanger.

## Biografie
Plastic Bertrand brak in 1977 door met de hit Ça plane pour moi (Nederlands: Ik ben in hoger sferen). Na deze hit had hij in 1979 nog een klein hitje met Tout petit la planète. Ongeveer acht jaar later nam hij deel aan het Eurovisiesongfestival uitkomende voor Luxemburg met het liedje Amour amour. Hij eindigde op de op een na laatste plaats. In 1988 had Plastic Bertrand nog een kleine hit met Slave to the beat.